# Превара (албум)
Превара је други албум Аце Пејовића. Издат је 2002. године за продукцију Мјузик Стар Продакшн.